# Ганна-Реджина
Ганна-Реджина (англ. Anna Regina) — населений пункт в державі Гаяна. Адміністративний центр регіону Померун-Супенаам.

## Географія
Місто розташоване на узбережжі Атлантичного океану на північний захід від гирла річки Ессекібо.

### Клімат
Місто знаходиться у зоні, котра характеризується вологим тропічним кліматом. Найтепліший місяць — жовтень із середньою температурою 27.9 °C (82.2 °F). Найхолодніший місяць — січень, із середньою температурою 26.4 °С (79.5 °F).
| Клімат Ганна-Реджини    | Клімат Ганна-Реджини | Клімат Ганна-Реджини | Клімат Ганна-Реджини | Клімат Ганна-Реджини | Клімат Ганна-Реджини | Клімат Ганна-Реджини | Клімат Ганна-Реджини | Клімат Ганна-Реджини | Клімат Ганна-Реджини | Клімат Ганна-Реджини | Клімат Ганна-Реджини | Клімат Ганна-Реджини | Клімат Ганна-Реджини |
| Показник                | Січ.                 | Лют.                 | Бер.                 | Квіт.                | Трав.                | Черв.                | Лип.                 | Серп.                | Вер.                 | Жовт.                | Лист.                | Груд.                | Рік                  |
| Середня температура, °C | 26,4                 | 26,7                 | 26,7                 | 27,1                 | 27,1                 | 26,7                 | 26,6                 | 27,5                 | 27,8                 | 27,9                 | 27,5                 | 26,8                 | 27,1                 |
| Норма опадів, мм        | 232.4                | 126.2                | 118.8                | 148.5                | 312.3                | 338.2                | 273.8                | 172.3                | 85.2                 | 101.6                | 177.6                | 321.8                | 2408.7               |
| Днів з опадами          | 23                   | 14,4                 | 14,3                 | 15,3                 | 24,2                 | 24,3                 | 26,8                 | 19,5                 | 13,3                 | 13,7                 | 18                   | 23,9                 | 230,7                |
| Вологість повітря, %    | 84.6                 | 81.8                 | 79.6                 | 82                   | 85.3                 | 87.2                 | 86.1                 | 84.8                 | 83.3                 | 83.5                 | 84.6                 | 85.8                 | 84.1                 |
| ----------------------- | -------------------- | -------------------- | -------------------- | -------------------- | -------------------- | -------------------- | -------------------- | -------------------- | -------------------- | -------------------- | -------------------- | -------------------- | -------------------- |
| Джерело: Weatherbase    |                      |                      |                      |                      |                      |                      |                      |                      |                      |                      |                      |                      |                      |

## Історія
Статус «town» Ганна-Реджина отримала в 1970 році.

## Населення
У 2002 році населення міста становило 12 448 осіб.